# Championnats du monde de patinage artistique 1953
Navigation
Mondiaux 1952 Mondiaux 1954
Les championnats du monde de patinage artistique 1953 ont lieu du 8 au 15 février 1953 à la patinoire extérieure de Davos en Suisse. C'est la dixième fois que la ville grisonne reçoit les mondiaux de patinage artistique.  

## Qualifications
Les patineurs sont éligibles à l'épreuve s'ils représentent une nation membre de l'Union internationale de patinage (International Skating Union en anglais). Les fédérations nationales sélectionnent leurs patineurs en fonction de leurs propres critères.
L'Union internationale de patinage autorise chaque pays à avoir de une à cinq inscriptions par discipline. 

## Podiums
| Épreuves                            | Or                             | Argent                        | Bronze                      |
| ----------------------------------- | ------------------------------ | ----------------------------- | --------------------------- |
| Messieurs résultats détaillés       | Hayes Alan Jenkins             | James Grogan                  | Carlo Fassi                 |
| Dames résultats détaillés           | Tenley Albright                | Gundi Busch                   | Valda Osborn                |
| Couples résultats détaillés         | Jennifer Nicks / John Nicks    | Frances Dafoe / Norris Bowden | Marianna Nagy / László Nagy |
| Danse sur glace résultats détaillés | Jean Westwood / Lawrence Demmy | Joan Dewhirst / John Slater   | Carol Peters / Daniel Ryan  |

## Tableau des médailles
| Rang  | Nation               | Or | Argent | Bronze | Total |
| ----- | -------------------- | -- | ------ | ------ | ----- |
| 1     | États-Unis           | 2  | 1      | 1      | 4     |
| 1     | Royaume-Uni          | 2  | 1      | 1      | 4     |
| 3     | Allemagne de l'Ouest | 0  | 1      | 0      | 1     |
| 3     | Canada               | 0  | 1      | 0      | 1     |
| 5     | Italie               | 0  | 0      | 1      | 1     |
| 5     | Hongrie              | 0  | 0      | 1      | 1     |
| Total | Total                | 4  | 4      | 4      | 12    |

## Détails des compétitions

### Messieurs
| Rang    | Nom                | Nation               | Places | Points | Fig. impo. | Prog. libre |
| ------- | ------------------ | -------------------- | ------ | ------ | ---------- | ----------- |
| 1       | Hayes Alan Jenkins | États-Unis           | 13     |        |            |             |
| 2       | James Grogan       | États-Unis           | 16     |        |            |             |
| 3       | Carlo Fassi        | Italie               | 36     |        |            |             |
| 4       | Ronald Robertson   | États-Unis           | 37     |        |            |             |
| 5       | Alain Giletti      | France               | 44     |        |            |             |
| 6       | Dudley Richards    | États-Unis           | 49     |        |            |             |
| 7       | Peter Firstbrook   | Canada               | 59     |        |            |             |
| 8       | Peter Dunfield     | Canada               | 73     |        |            |             |
| 9       | Michael Booker     | Royaume-Uni          | 81     |        |            |             |
| 10      | Freimut Stein      | Allemagne de l'Ouest | 88     |        |            |             |
| 11      | Kurt Oppelt        | Autriche             | 102    |        |            |             |
| 12      | Hubert Köpfler     | Suisse               | 106    |        |            |             |
| 13      | György Czakó       | Hongrie              | 115    |        |            |             |
| Abandon | Claus Loichinger   | Allemagne de l'Ouest |        |        |            |             |

### Dames
| Rang    | Nom                  | Nation               | Places | Points | Fig. impo. | Prog. libre |
| ------- | -------------------- | -------------------- | ------ | ------ | ---------- | ----------- |
| 1       | Tenley Albright      | États-Unis           | 7      |        |            |             |
| 2       | Gundi Busch          | Allemagne de l'Ouest | 16     |        |            |             |
| 3       | Valda Osborn         | Royaume-Uni          | 28     |        |            |             |
| 4       | Carol Heiss          | États-Unis           | 27     |        |            |             |
| 5       | Suzanne Morrow       | Canada               | 28     |        |            |             |
| 6       | Vera Smith           | Canada               | 48     |        |            |             |
| 7       | Margaret Anne Graham | États-Unis           | 49     |        |            |             |
| 8       | Yvonne Sugden        | Royaume-Uni          | 53     |        |            |             |
| 9       | Erica Batchelor      | Royaume-Uni          | 70     |        |            |             |
| 10      | Ann Robinson         | Royaume-Uni          | 74     |        |            |             |
| 11      | Anneliese Schilhan   | Autriche             | 72     |        |            |             |
| 12      | Mary Kenner          | Canada               | 86     |        |            |             |
| 13      | Norma Skevington     | Royaume-Uni          | 83     |        |            |             |
| 14      | Rosi Pettinger       | Allemagne de l'Ouest | 97     |        |            |             |
| 15      | Doris Zerbe          | Suisse               | 109    |        |            |             |
| 16      | Margaret Dean        | États-Unis           | 112    |        |            |             |
| 17      | Yolande Jobin        | Suisse               | 112    |        |            |             |
| 18      | Eszter Jurek         | Hongrie              | 129    |        |            |             |
| 19      | Lidy Stoppelman      | Pays-Bas             | 130    |        |            |             |
| Abandon | Helga Dudzinski      | Allemagne de l'Ouest |        |        |            |             |

### Couples
| Rang | Nom                                     | Nation               | Places | Points |
| ---- | --------------------------------------- | -------------------- | ------ | ------ |
| 1    | Jennifer Nicks / John Nicks             | Royaume-Uni          | 10.5   |        |
| 2    | Frances Dafoe / Norris Bowden           | Canada               | 16     |        |
| 3    | Marianna Nagy / László Nagy             | Hongrie              | 23.5   |        |
| 4    | Silvia Grandjean / Michel Grandjean     | Suisse               | 24     |        |
| 5    | Peri Horn / Raymond Lockwood            | Royaume-Uni          | 39     |        |
| 6    | Sissy Schwarz / Kurt Oppelt             | Autriche             | 43.5   |        |
| 7    | Jean Higson / Robert Hudson             | Royaume-Uni          | 44.5   |        |
| 8    | Eva Szőllősy / Gabor Vida               | Hongrie              | 57     |        |
| 9    | Eva Neeb / Karl Probst                  | Allemagne de l'Ouest | 61     |        |
| 10   | Charlotte Michiels / Gaston von Ghelder | Belgique             | 66     |        |

### Danse sur glace
| Rang | Nom                             | Nation      | Places | Points | Danses imposées | Danse libre |
| ---- | ------------------------------- | ----------- | ------ | ------ | --------------- | ----------- |
| 1    | Jean Westwood / Lawrence Demmy  | Royaume-Uni | 6      |        |                 |             |
| 2    | Joan Dewhirst / John Slater     | Royaume-Uni | 10     |        |                 |             |
| 3    | Carol Peters / Daniel Ryan      | États-Unis  | 16     |        |                 |             |
| 4    | Nesta Davies / Paul Thomas      | Royaume-Uni | 20     |        |                 |             |
| 5    | Virginia Hoyns / Donald Jacoby  | États-Unis  | 23     |        |                 |             |
| 6    | Lydia Boon / Aadrian van Dam    | Pays-Bas    | 30     |        |                 |             |
| 7    | Carmel Bodel / Edward Bodel     | États-Unis  | 35     |        |                 |             |
| 8    | Albertina Brown / Nigel Brown   | Suisse      | 42     |        |                 |             |
| 9    | Helga Binder / Edwin Fuhrich    | Autriche    | 45     |        |                 |             |
| 10   | Catharina Odink / Jacobus Odink | Pays-Bas    | 50     |        |                 |             |
| 11   | Luzzi Fischer / Rudolf Zorn     | Autriche    | 54     |        |                 |             |
| 12   | Luise Lehner / Hans Kutschera   | Autriche    | 59     |        |                 |             |